# Centro Socio-Cultural Manuel Rodríguez López
El Centro Socio-Cultural Manuel Oreste Rodríguez López es un centro con instalaciones bibliotecarias e informáticas y espacio social, ubicado en Paradela, Provincia de Lugo, Galicia. Está dedicado al poeta, escritor y cronista Manuel Rodríguez López. Las instalaciones están disponibles para el uso de la comunidad y es donde se celebra anualmente el Certamen Literario Manuel Oreste Rodríguez López. 

## Historia
Fue inaugurado en 2001 por Manuel Fraga Iribarne. Este nuevo edificio fue a donde se trasladó la antigua Casa de cultura de Paradela dedicada a su nombre, inaugarada en 1990. 
Desde 1995 se lleva celebrando allí el Certamen Literario Manuel Oreste Rodríguez López, que llegó a la decimoséptima edición en 2012. 
La entrega de premios se celebra anualmente en diciembre.

## Instalaciones
El centro tiene una biblioteca situada en el último piso, que se usa como la biblioteca de Paradela. También tiene el auditorio donde se celebran ocasiones de importancia en el Concello de Paradela. También cuenta con una sala con ordenadores que puede usar el público, y que se puede usar como un lugar social con periódicos, cartas, etc.

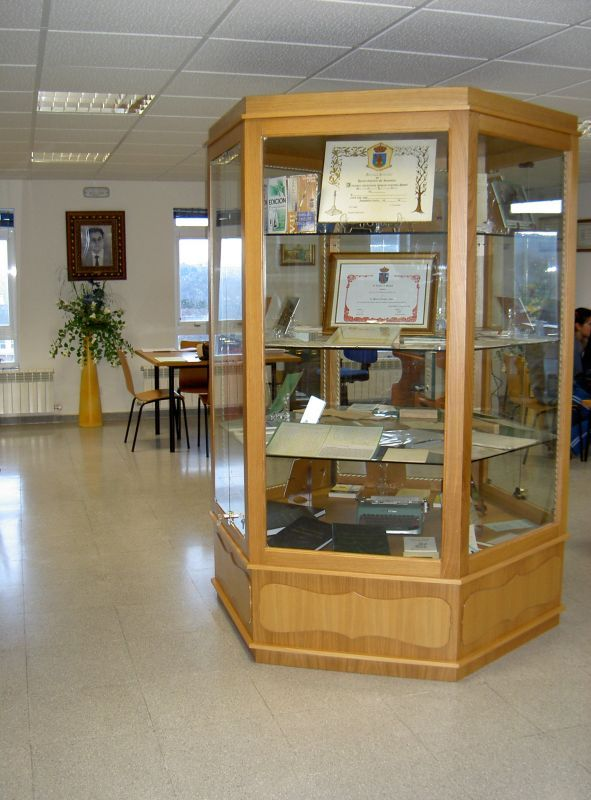
Biblioteca del Centro Socio-Cultural Manuel Oreste Rodríguez López.